# 謝夫山
46°30′04″N 11°57′15″E / 46.501153°N 11.954198°E

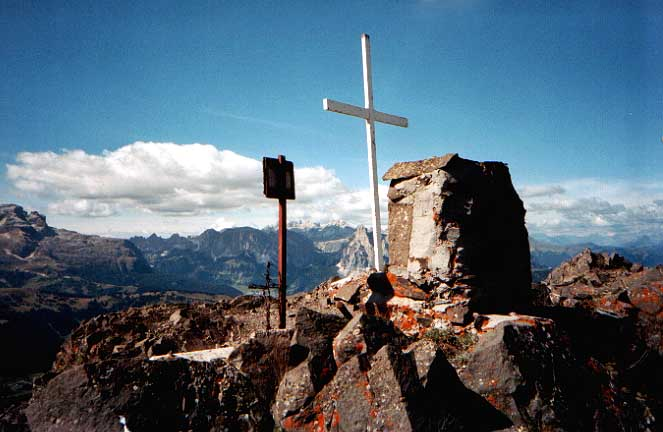

謝夫山（義大利語：Monte Sief），是意大利的山峰，位於該國東北部，由貝盧諾省負責管轄，屬於法內斯山脈的一部分，距離拉納峰0.6公里，該山峰海拔高度2,424米。